# Velika nagrada Frontieresa 1938
Velika nagrada Frontieresa 1938 je bila šesta neprvenstvena dirka za Veliko nagrado v sezoni 1938. Odvijala se je 5. junija 1938 na uličnem dirkališču v belgijskem mestu Chimay. 

## Rezultati

### Dirka
| Poz | Dirkač                  | Moštvo    | Dirkalnik        | Krogi | Čas/Odstop | Št. m. |
| --- | ----------------------- | --------- | ---------------- | ----- | ---------- | ------ |
| 1   | Maurice Trintignant     | Privatnik | Bugatti T51      | 12    | 1:03:57    | 7      |
| 2   | Robert Mazaud           | Privatnik | Delahaye 135CS   | 12    | + 32 s     | 1      |
| 3   | T.A.S.O. Mathieson      | Privatnik | Bugatti T57S     | 12    | + 1:11     | 3      |
| 4   | Jean Trémoulet          | Privatnik | Delahaye 135CS   | 12    | + 3:10     | 5      |
| 5   | Adolfo Mandirola        | Privatnik | Maserati 8CM     | 11    | +1 krog    | 4      |
| 6   | Michel Roumani          | Privatnik | Bugatti T35B     | 11    | +1 krog    | 10     |
| 7   | Arthur Legat            | Privatnik | Bugatti T35B     | 10    | +2 kroga   | 2      |
| 8   | Goldschmidt             | Privatnik | Bugatti T43A     | 10    | +2 kroga   | 9      |
| Ods | Luigi Platé             | Privatnik | Alfa Romeo Monza | 3     |            | 8      |
| Ods | Emilio Vicentini        | Privatnik | Alfa Romeo Monza | 3     |            | 6      |
| DNA | Emmanuel de Graffenried | Privatnik | Maserati         |       |            |        |
| DNA | Sven                    | Privatnik | Jaguar           |       |            |        |